# Zbyněk Hráček
Zbyněk Hráček est un joueur d'échecs tchèque né le 9 septembre 1970 à Uherské Hradiště (Tchécoslovaquie). Grand maître international depuis 1993, il remporta le championnat de la République tchèque en 1994.
Au 1er juillet 2013, il est le 143e joueur mondial et le troisième joueur tchèque avec un classement Elo de 2 635 points. En janvier 1996, il occupait la 19e place au classement mondial avec 2 650 points Elo.

## Carrière
Zbyněk Hráček a remporté les tournois de
- Staré Město 1992 (ex æquo avec Glek et Gipslis[1]),
- Pardubice 1993,
- Prague 1993,
- Someș-Odorhei 1995 (tournoi zonal),
- Altensteig 1995 et
- Lippstadt 2000.

Il a participé à onze olympiades d'échecs (en 1990 et 1992 pour la Tchécoslovaquie, en 1994 et 1996, puis de 1998 à 2012 pour la République tchèque. Il jouait au premier échiquier en 1996 et 2002. Il a également disputé le championnat d'Europe d'échecs des nations en 1997, 1999, 2003, 2005 et 2007.
Lors du championnat du monde de la Fédération internationale des échecs 1997-1998, il battit au premier tour l'Indien Dibyendu Barua avant d'être éliminé au deuxième tour par Joël Lautier. En 1998, il perdit un match à Ostrava contre Alekseï Chirov 1 à 5.